# Greenovia
Greenovia  es un género de plantas con flores con 6 especies, perteneciente a la familia Crassulaceae.

## Distribución y hábitat
Es nativo de las Islas Canarias donde crece en alturas de 150 a 2300 m s. n. m. en terrenos volcánicos y a veces en la sombra. Algunas especies se encuentran en Madeira, Marruecos y este de África (por ejemplo en las  Montañas Semien de Etiopía).

## Descripción
Son plantas herbáceas con hojas suculentas agrupadas en rosetas que se cierran durante los periodos de sequía. Tienen un tallo corto y florecen en primavera con flores de color amarillo. Están estrechamente relacionadas con el género Aeonium.

## Especies
- Greenovia diplocycla
- Greenovia dodrantalis
- Greenovia ignea
- Greenovia aurea
- Greenovia diplocycla var gigantea
- greenovia millenium